# Paolo Taverna

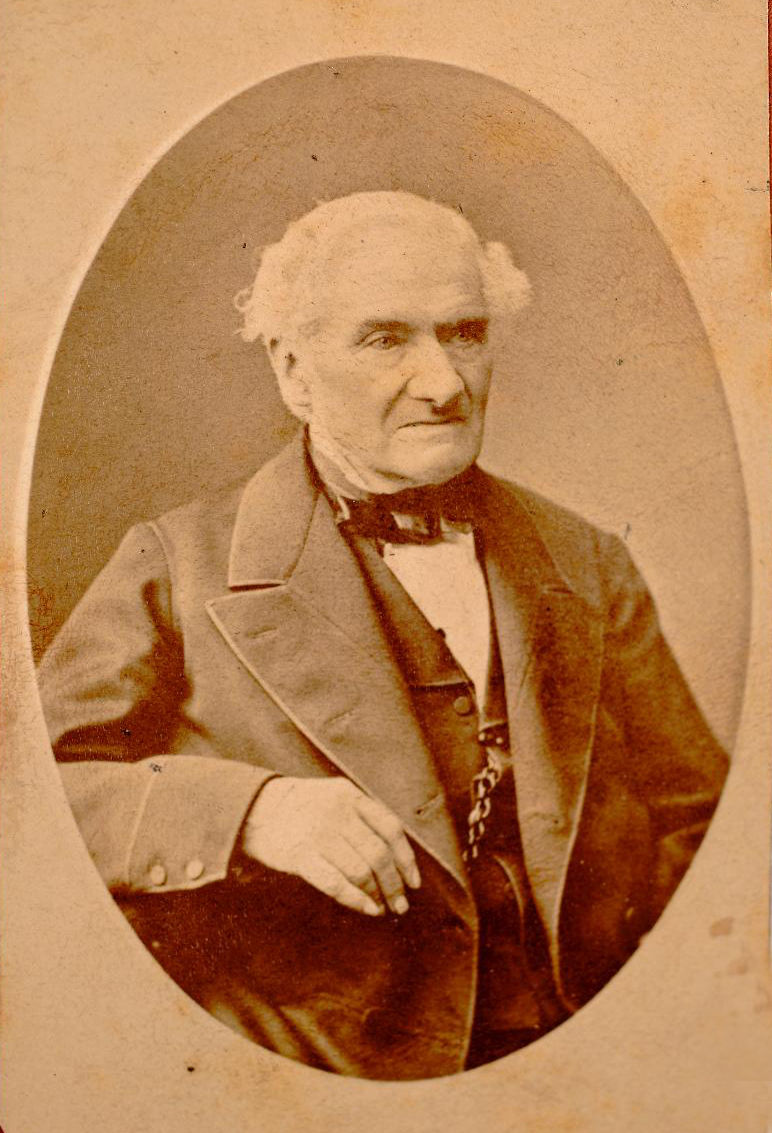
Paolo Conte

Graf Paolo Taverna (* 1. Juni 1804 in Mailand; † 12. Februar 1878 ebenda) war ein italienischer Philanthrop, Mäzen und Großgrundbesitzer.

## Biographie
Der 1804 während der napoleonischen Herrschaft in der Italienischen Republik geborene Graf Taverna, ein reicher Mailänder Großgrundbesitzer aus einer alten Adelsfamilie, war unter anderem der Förderer und Gründer des Pio istituto pei sordo-muti poveri di campagna (dt. Fromme Institut für Taubstumme vom Land, später Pio Istituto dei Sordi), das im November 1853 in Mailand in den Räumlichkeiten der Pia Casa d’Industria in der Nähe von San Vincenzo in Prato eröffnet wurde. Er war Stadtrat von Mailand in der königlichen Ära und Provinzrat für den Bezirk Saronno sowie Direktor des Monte di Pietà. Er starb am 12. Februar 1878 in Mailand in seiner Residenz in der Via Monte Napoleone 12.